# Pleione grandiflora
Espèce
Statut CITES
Pleione grandiflora est une espèce d'orchidées du genre Pleione originaire de Chine.